# Robert Joy
Robert Joy (Montreal, Quebec; 17 de agosto de 1951) es un actor canadiense conocido por sus papeles de Dr. Sid Hammerback en CSI: Nueva York y Charlie en Land of the Dead.

## Primeros años de vida
Joy nació en Montreal, Quebec, Canadá y se crio con sus padres, Joy Clifton Joseph y Flora Louise, en San Juan de Terranova.

## Carrera
En 1989, apareció por primera vez en la serie Se ha escrito un crimen con la actriz Angela Lansbury.
En 1998, apareció en el thriller de Gregory Hoblit Fallen, formando parte de un reparto estelar que incluía a Denzel Washington, Donald Sutherland, James Gandolfini y John Goodman.
En 2005 Joy tuvo un papel principal como Charlie, el tirador, en la película Land of the Dead. 
En el otoño, se unió a la serie de CBS CSI: Nueva York, durante su segunda temporada como un personaje recurrente, el Dr. Sid Hammerback, y se convirtió en un miembro del reparto principal de la quinta temporada.
En 2006 apareció en The Hills Have Eyes, el remake dirigido por Alexandre Aja del clásico homónimo de 1977 dirigido por Wes Craven, como un lagarto mutante llamado Lizard. También interpretó el papel de Ted Bedworth, padre del personaje de Bedworth Samaire Armstrong Nell, en la comedia romántica 2006 It's a Boy Girl Thing. En 2007 Joy interpretó el personaje del coronel Stevens en Aliens vs Predator: Requiem. Él apareció como el Dr. Stephen Hawking en la comedia Superhero Movie en 2008.
Además de su actuación, se asocia frecuentemente con la base CODCO Terranova, en colaboración con la compañía de comedia en muchos de sus espectáculos antes de la televisión y apareciendo como artista invitado en la serie. También coprotagonizó la película de 1986 Andy Jones, La aventura del Fausto Bidgood, la única película que cuenta con todo el elenco de CODCO.

## Vida personal
Está divorciado de la actriz Mary Joy. Tienen una hija, Ruby Joy, quien es una actriz. En el verano de 2011 Joy y su hija se presentaron juntos en Shakespeare's The Tempest.

## Filmografía
| Año  | Título                           | Rol                        | Notas                                                                           |
| ---- | -------------------------------- | -------------------------- | ------------------------------------------------------------------------------- |
| 1980 | Atlantic City                    | Dave Matthews              | Nominado – Genie Award por Mejor Actuación por un Actor en un Papel Secundario. |
| 1981 | Ticket to Heaven                 | Patrick                    |                                                                                 |
| 1981 | Threshold                        | David Art                  |                                                                                 |
| 1981 | Ragtime                          | Henry 'Harry' Kendall Thaw |                                                                                 |
| 1983 | Amityville 3-D                   | Elliot West                |                                                                                 |
| 1985 | Desperately Seeking Susan        | Jim                        |                                                                                 |
| 1985 | Terminal Choice                  | Dr. Harvey Rimmer          |                                                                                 |
| 1985 | Joshua Then and Now              | Colin Fraser               |                                                                                 |
| 1986 | The Adventure of Faustus Bidgood | Eddie Peddle               |                                                                                 |
| 1987 | Radio Days                       | Fred                       |                                                                                 |
| 1987 | Big Shots                        | Dickie                     |                                                                                 |
| 1988 | The Suicide Club                 | Michael Collins            |                                                                                 |
| 1989 | She's Back                       | Paul                       |                                                                                 |
| 1989 | Millennium                       | Sherman el robot           |                                                                                 |
| 1989 | Longtime Companion               | Ron                        |                                                                                 |
| 1991 | Shadows and Fog                  | Ayudante de Spiro          |                                                                                 |
| 1993 | The Dark Half                    | Fred Clawson               |                                                                                 |
| 1994 | Death Wish V: The Face of Death  | Freddie Flakes             |                                                                                 |
| 1995 | Waterworld                       | Tipo de la cornisa         |                                                                                 |
| 1996 | Harriet la espía                 | Ben Welsch                 |                                                                                 |
| 1997 | Henry & Verlin                   | Ferris                     |                                                                                 |
| 1998 | Fallen                           | Charles Olom               |                                                                                 |
| 1999 | Resurrección                     | Gerald Remus               |                                                                                 |
| 2000 | Bonhoeffer: Agent of Grace       | Manfred Roeder             |                                                                                 |
| 2005 | Land of the Dead                 | Charlie                    |                                                                                 |
| 2005 | Whole New Thing                  | Rog                        |                                                                                 |
| 2006 | The Hills Have Eyes              | Lizard, el lagarto mutante |                                                                                 |
| 2006 | Dinner For One                   | Hombre                     |                                                                                 |
| 2006 | It's a Boy Girl Thing            | Ted Bedworth               |                                                                                 |
| 2007 | Aliens vs. Predator: Requiem     | Coronel Stevens            |                                                                                 |
| 2008 | Superhero Movie                  | Dr. Stephen Hawking        |                                                                                 |
| 2008 | Down to the Dirt                 | Robert Kavanagh            |                                                                                 |
| 2019 | The Goldfinch                    | Welty                      |                                                                                 |
| 2021 | Don't Look Up                    | Congresista Tenant         |                                                                                 |

## Televisión
| Año       | Título                                              | Rol                   | Notas                                                |
| --------- | --------------------------------------------------- | --------------------- | ---------------------------------------------------- |
| 1974      | The National Dream: Building the Impossible Railway | Carter                | Miniserie                                            |
| 1981      | Escape from Iran: The Canadian Caper                | Mark Lijek            | Telefilm                                             |
| 1985–1989 | The Equalizer                                       | Jacob Stock           | 5 episodios                                          |
| 1985      | Moonlighting                                        | Clark Greydon         | 1 episodio: "My Fair David"                          |
| 1986      | Miracle at Moreaux                                  | Mayor Braun           | Telefilm                                             |
| 1986      | The Lawrenceville Stories                           | Mr. Tapping           | Miniserie                                            |
| 1986      | Sword of Gideon                                     | Hans                  | Telefilm                                             |
| 1987      | American Playhouse                                  | Tapping               | 1 episodio: "The Prodigious Hickey"                  |
| 1989      | Miami Vice                                          | Sebastian Ross        | 1 episodio: "Miami Squeeze"                          |
|           | Se ha escrito un crimen                             |                       | Varios episodios                                     |
| 1990      | Fe en la justicia                                   | Mr. Hummel            | Telefim                                              |
| 1991      | Grand Larceny                                       | Henry Piggott         | Telefilm                                             |
| 1991      | The Days and Nights of Molly Dodd                   | Christopher DeWitt    | 1 episodio: "Here's How to Break the Other Leg"      |
| 1991      | Hyde in Hollywood                                   | Julian Hyde           | Telefilm                                             |
| 1992      | The Ray Bradbury Theater                            | Booth                 | 1 episodio: "Downwind from Gettysburg"               |
| 1993      | Dieppe                                              | Hughes-Hallett        | Telefilm                                             |
| 1993      | Gregory K                                           | Ralph Kingsley        | Telefilm                                             |
| 1993      | Maniac Mansion                                      | Pony                  | 1 episodio: "Love Letters"                           |
| 1993      | Woman on Trial: The Lawrencia Bembenek Story        | Sheldon Zenner        | Telefilm                                             |
| 1993      | Tracey Takes on New York                            | Exempleado disgustado | Telefilm                                             |
| 1995      | Law & Order                                         | Leo Barnett           | 1 episodio: "Pride"                                  |
| 1995      | New York Undercover                                 | Glenn Holloway        | 1 episodio: "Tag, You're Dead"                       |
| 1995      | The Marshal                                         | Thomas Borden         | 1 episodio: "Pass the Gemelli"                       |
| 1995      | Side Effects                                        | Connor Dennison       | 1 episodio: "Paying the Price"                       |
| 1996      | Wings                                               | Dr. Grayson           | 1 episodio: "One Flew Over the Cooper's Nest"        |
| 1996      | The Nerd                                            | Rick Steadman         | Telefilm                                             |
| 1996      | Dangerous Offender: The Marlene Moore Story         | Dr. Steve Gibson      | Telefilm                                             |
| 1996      | Moonlight Becomes You                               | Earl Bateman          | Telefilm                                             |
| 1998      | Law & Order                                         | Louis Dutton          | 1 episodio: "Stalker"                                |
| 1998      | The Outer Limits                                    | Dr. Greg Olander      | 1 episodio: "Identity Crisis"                        |
| 1999      | Becker                                              | Tetzoff               | 1 episodio: "P.C. World"                             |
| 1999      | Seasons of Love                                     | Jim Brewster          | Telefilm                                             |
| 1999      | Snoops                                              | Walter Byrd           | 1 episodio: "Singer in the Band"                     |
| 1999      | Two Guys, a Girl and a Pizza Place                  | Ed                    | 1 episodio: "Halloween 2: Mind Over Body"            |
| 2000      | Nash Bridges                                        | Norman Craft          | 1 episodio: "Heist"                                  |
| 2000      | Relic Hunter                                        | Dr. Flaubert          | 1 episodio: "Dagger of Death"                        |
| 2001      | Haven                                               | Lawrence Dickson      | Telefilm                                             |
| 2001      | Star Trek: Voyager                                  | Inspector Yerid       | 1 episodio: "Workforce: Part 2"                      |
| 2001      | 61*                                                 | Bob Fitschel          | Telefilm                                             |
| 2001      | Titus                                               | Father Crawford       | 1 episodio: "The Wedding"                            |
| 2001      | Gideon's Crossing                                   | Andy Alter            | 1 episodio: "Is There a Wise Man in the House?"      |
| 2001      | Just Ask My Children                                | Sam Bennis            | Telefilm                                             |
| 2001      | The Guardian                                        | Larry Hines           | 1 episodio: "Loyalties"                              |
| 2002      | Crossing Jordan                                     | Ethan Grady           | 1 episodio: "Blood Relatives"                        |
| 2002      | MDs                                                 | Frank Coones          | La totalidad de los 10 episodios                     |
| 2003      | The Agency                                          | Mr. Thornby           | 1 episodio: "Absolute Bastard"                       |
| 2003      | Without a Trace                                     | Padre de Josh         | 1 episodio: "Victory for Humanity"                   |
| 2003      | Alias                                               | Dr. Hans Jürgens      | 1 episodio: "Second Double"                          |
| 2004      | Malcolm in the Middle                               | Danny                 | 1 episodio: "Hot Tub"                                |
| 2004      | Helter Skelter                                      | Detective Morrisy     | Telefilm                                             |
| 2004      | Sex Traffic                                         | Mayor James Brooke    | Telefilm                                             |
| 2004      | Everybody Loves Raymond                             | Mr. Putnam            | 1 episodio: "Ally's F"                               |
| 2004–2005 | Boston Legal                                        | A.D.A. Preston        | 2 episodios: "Change of Course" and "Tortured Souls" |
| 2005      | Medium                                              | Dr. Kenneth Holloway  | 1 episodio: "Penny for Your Thoughts"                |
| 2005      | E-Ring                                              | Mark Boskovich        | 1 episodio: "Pilot"                                  |
| 2004–2013 | CSI: NY                                             | Dr. Sid Hammerback    | 132 CSI: NY                                          |
| 2006      | Commander in Chief                                  | Frank Devane          | 1 episodio: "State of the Unions"                    |
| 2010      | Republic of Doyle                                   | Al Kavanaugh          | 1 episodio: "Duchess of George"                      |
| 2013      | El mentalista                                       | Dr. Raven             | 137 episodio Temporada 6                             |
| 2024      | From                                                | Henry Kavanaugh       | 8 episodios Temporada 3                              |